# Marie-Hélène Therrien
 (février 2019).
Si vous disposez d'ouvrages ou d'articles de référence ou si vous connaissez des sites web de qualité traitant du thème abordé ici, merci de compléter l'article en donnant les références utiles à sa vérifiabilité et en les liant à la section « Notes et références ».
Marie-Hélène Therrien est une écrivaine québécoise née au Québec. 
Elle est romancière, poète, adaptatrice d'œuvres en français, animatrice de radio et journaliste.

## Biographie
Marie-Hélène Therrien a fait un baccalauréat en littérature d'expression française et une maîtrise en littérature avec mémoire en création littéraire à l'Université Laval. Elle a fait également des études en journalisme, en cinéma, en langues et en histoire. Son mémoire de maîtrise portait en partie sur une œuvre de Simone de Beauvoir, dont elle est spécialiste. 
Elle a réalisé et animé pendant trois ans l'émission radiophonique Le réverbère retentissant (CHYZ FM 94,3, 1997-2000), une émission consacrée à la chanson et à la littérature. Lors de cette émission, elle a fait des entrevues avec plusieurs artistes : Angélique Ionatos, Juliette Gréco (1998, Grand Théâtre de Québec), Yves Beauchemin, Claire Martin, Jean-Guy Noël et plusieurs autres.
Marie-Hélène Therrien a travaillé par la suite en tant que journaliste où elle a écrit entre autres un article portant sur Diane Dufresne, des entrevues avec Marie Tifo (Passage de l'outarde, août 2004), Dorothée Berryman (Passage de l'outarde, février 2005). Elle écrit une chronique littéraire dans le journal Autour de l'île depuis l'an 2000[réf. nécessaire].
Marie-Hélène Therrien est l'auteure de la série L'Adventure Galley.

## Œuvres
- L'Adventure Galley Tome 1 - Le trésor du capitaine Morgan, roman  (ISBN 978-2-924169-73-5)
- L'Adventure Galley Tome 2 - Le chevalier de la Jamaïque, roman  (ISBN 978-2-924169-97-1)
- L'Adventure Galley Tome 3 - William Kidd et le secret des livres précieux, roman  (ISBN 978-2-89809-002-8)
- L'Adventure Galley Tome 4 - Complots à Port-Royal, roman  (ISBN 9782898090141)
- The Adventure Galley Volume 1 - Captain Morgan Treasure, novel  (ISBN 9781784658908)
- The Adventure Galley Volume 2 - Henry Morgan, The Knight of Jamaica, novel  (ISBN 9781800165922)
- The Adventure Galley Volume 3 - William Kidd and the Secret of the Precious Books, novel (ISBN 979-8286035458) (ISBN 979-8286994250)
- La constellation de Cassiopée, roman.  (ISBN 0612491242 et 9780612491243)
- Viens, la chanson - Réflexion sur la chanson québécoise, son histoire, ses auteurs, ses compositeurs et ses interprètes, essai
- L'envers de la mer, poèmes et chansons

Adaptations en français : 
- Tout ce que vous n'avez jamais voulu que vos enfants sachent sur la sexualité (Justin Richardson et Mark A. Schuster) (médecine)
- À la rescousse des enfants du divorce (Cynthia MacGregor) (psychologie)  (ISBN 289565462X et 9782895654629)
- À la rescousse des adolescents du divorce (Cynthia MacGregor); (psychologie)
- Le promeneur du chemin des ombres (Debbie Federicci, Susan Vaught) (roman)
- Le cercle de la sorcière (Debbie Federicci, Susan Vaught) (roman)
- Les animaux et l'au-delà (Kim Sheridan) (parapsychologie)
- Voyage à travers le temps (JH Brennan) (physique)
- Le pouvoir de l'humilité (Charles L. Whitfield, Barbara H. Whitfield, Russell Park) (psychologie)
- Le vol du dragon (Tim Maleeny) (roman)
- Battre la Babushka (Tim Maleeny) (roman)
- Surmonter la tempête (Claudia Jones) (roman)
- Danser avec les dragons (D.J. Conway) (parapsychologie)
- La magie mystique des dragons (D.J. Conway) (parapsychologie)
- L'apocalypse (Timothy Carter) (roman)
- La fulgurance (Ly de Angeles) (roman)
- L'île brillante (Ly de Angeles) (roman)
- Divine Prescription (Doreen Virtue) (psychologie)
- Les guerres du royaume Tome 1 (Jack Cavanaugh) (roman)
- Les années manquantes de Jésus (Dennis Price) (histoire)
- Les couleurs d'Auralia (Jeffrey Overstreet) (roman)
- Le minuit de Cyndere (Jeffrey Overstreet) (roman)